# Lijst van beschermd erfgoed in Charleroi
Onderstaande tabel geeft een overzicht van de beschermde erfgoederen in de gemeente Charleroi. Het beschermd erfgoed maakt onderdeel uit van het cultureel erfgoed in België.
| Object | Bouwjaar/architect | Deelgemeente          | Adres                                            | Coördinaten                   | Nummer?                | Afbeelding |
| --- | ------------------ | --------------------- | ------------------------------------------------ | ----------------------------- | ---------------------- | --- |
| Kerk Saint-Christophe |                    | Charleroi             |                                                  | 50° 24' 43" NB, 4° 26' 43" OL | 52011-CLT-0001-01 Info | Kerk Saint-Christophe |
| Kazerne Caporal Trésignies: portiek en twee torens van de hoofdingang |                    | Charleroi             | boulevard Général Michel no 1b                   | 50° 24' 40" NB, 4° 27' 3" OL  | 52011-CLT-0003-01 Info | Kazerne Caporal Trésignies: portiek en twee torens van de hoofdingang |
| Kerk Saint-Laurent |                    | Couillet              |                                                  | 50° 23' 41" NB, 4° 28' 0" OL  | 52011-CLT-0005-01 Info | Kerk Saint-Laurent |
| Kapel Saint-Ghislain: koor van de oude kerk |                    | Dampremy              | rue Vieille église                               | 50° 24' 49" NB, 4° 25' 35" OL | 52011-CLT-0007-01 Info | Kapel Saint-Ghislain: koor van de oude kerk |
| Domein van Bois-Lombut (deel) |                    | Gosselies             |                                                  | 50° 27' 53" NB, 4° 26' 43" OL | 52011-CLT-0008-02 Info | |
| Domein van Bois-Lombut (deel) |                    | Gosselies             |                                                  | 50° 28' 4" NB, 4° 26' 46" OL  | 52011-CLT-0010-01 Info | |
| Kerk Saint-Jean: onderste deel toren en drie beuken |                    | Gosselies             |                                                  | 50° 27' 55" NB, 4° 25' 47" OL | 52011-CLT-0011-01 Info | Kerk Saint-Jean: onderste deel toren en drie beuken |
| Kapel Notre-Dame de Heigne |                    | Jumet                 | place du Prieuré                                 | 50° 26' 45" NB, 4° 24' 22" OL | 52011-CLT-0012-01 Info | Kapel Notre-Dame de Heigne |
| Kerk Saint-Sulpice |                    | Jumet                 |                                                  | 50° 27' 3" NB, 4° 25' 34" OL  | 52011-CLT-0013-01 Info | Kerk Saint-Sulpice |
| Kapel Notre-Dame des Affligés |                    | Jumet                 | rue de Gosselies                                 | 50° 27' 17" NB, 4° 25' 41" OL | 52011-CLT-0014-01 Info | Kapel Notre-Dame des Affligés |
| Kerk Saint-Martin |                    | Marcinelle            |                                                  | 50° 24' 1" NB, 4° 26' 54" OL  | 52011-CLT-0016-01 Info | Kerk Saint-Martin |
| Kasteel van Monceau-sur-Sambre, entreepaviljoen en oude pastorieën: gevels en daken |                    | Monceau-sur-Sambre    | Place albert Ier                                 | 50° 24' 33" NB, 4° 22' 49" OL | 52011-CLT-0017-01 Info | Kasteel van Monceau-sur-Sambre, entreepaviljoen en oude pastorieën: gevels en daken |
| Kapel du Calvaire |                    | Montignies-sur-Sambre | place Albert Ier                                 | 50° 24' 3" NB, 4° 28' 52" OL  | 52011-CLT-0018-01 Info | Kapel du Calvaire |
| Kasteel Cartier: portiek, kasteel, onderbouw van de muren, uitgezonderd de duiventil |                    | Marchienne-au-Pont    | Place Albert Ier                                 | 50° 24' 24" NB, 4° 23' 38" OL | 52011-CLT-0022-01 Info | Kasteel Cartier: portiek, kasteel, onderbouw van de muren, uitgezonderd de duiventil |
| Kasteel Cartier en omgeving |                    | Marchienne-au-Pont    |                                                  | 50° 24' 24" NB, 4° 23' 37" OL | 52011-CLT-0023-01 Info | |
| Kerk Notre-Dame de l'Assomption en diens barokke altaar |                    | Roux                  |                                                  | 50° 26' 28" NB, 4° 23' 33" OL | 52011-CLT-0025-01 Info | Kerk Notre-Dame de l'Assomption en diens barokke altaar |
| Terrils van Martinet en instelling beschermingszone |                    | Roux                  |                                                  | 50° 25' 49" NB, 4° 23' 4" OL  | 52011-CLT-0026-01 Info | Terrils van Martinet en instelling beschermingszone |
| Oude priorij van Saint-Michel: de kloostergebouwen (gevels en daken), de voormalige kerk Saint-Michel en omgeving |                    | Roux                  | rue du Canal.                                    | 50° 27' 20" NB, 4° 24' 16" OL | 52011-CLT-0028-01 Info | Oude priorij van Saint-Michel: de kloostergebouwen (gevels en daken), de voormalige kerk Saint-Michel en omgeving |
| Porte van Waterloo of de Belle Alliance en twee grenspalen G137 en G138 |                    | Montignies-sur-Sambre | rue Petite Aise                                  | 50° 25' 22" NB, 4° 27' 59" OL | 52011-CLT-0029-01 Info | Porte van Waterloo of de Belle Alliance en twee grenspalen G137 en G138 |
| Bos van Prince |                    | Marcinelle            |                                                  | 50° 22' 34" NB, 4° 27' 42" OL | 52011-CLT-0030-01 Info | |
| Taille de Hublinbu |                    | Marcinelle            |                                                  | 50° 22' 24" NB, 4° 27' 20" OL | 52011-CLT-0031-01 Info | |
| Vallei van de stroom van Fontaine-qui-Bout |                    | Marcinelle            |                                                  | 50° 22' 9" NB, 4° 26' 34" OL  | 52011-CLT-0032-01 Info | |
| Kerk Saint-Paul |                    | Mont-sur-Marchienne   |                                                  | 50° 23' 26" NB, 4° 24' 22" OL | 52011-CLT-0033-01 Info | Kerk Saint-Paul |
| Protestantse tempel |                    | Charleroi             | boulevard Audent nos 20-22                       | 50° 24' 34" NB, 4° 26' 42" OL | 52011-CLT-0034-01 Info | Protestantse tempel |
| Steenkolenmijn van Bois du Cazier: portiek entree, hekwerk, oude stellen (gevels en daken), conciergerie, gebouw links (gevels en daken) uitgezonderd het atelier en douche-blok, machinegebouw van put 1 (gevels, daken en metalen bekleding), twee chassis van wielen, niet het gebouw dat ze overlappen, en omgeving met inbegrip van de terril Saint-Charles |                    | Marcinelle            | rue du Cazier                                    | 50° 22' 54" NB, 4° 26' 39" OL | 52011-CLT-0036-01 Info | Steenkolenmijn van Bois du Cazier: portiek entree, hekwerk, oude stellen (gevels en daken), conciergerie, gebouw links (gevels en daken) uitgezonderd het atelier en douche-blok, machinegebouw van put 1 (gevels, daken en metalen bekleding), twee chassis van wielen, niet het gebouw dat ze overlappen, en omgeving met inbegrip van de terril Saint-Charles |
| Twee torens: gevels en daken |                    | Mont-sur-Marchienne   | rue Cardinal Mercier                             | 50° 23' 29" NB, 4° 24' 26" OL | 52011-CLT-0039-01 Info | Twee torens: gevels en daken |
| gebouw (totaal) |                    | Charleroi             | rue de Turenne no 2                              | 50° 24' 42" NB, 4° 26' 37" OL | 52011-CLT-0040-01 Info | gebouw (totaal) |
| Tumulus van Marcinelle en omgeving |                    | Marcinelle            | rue de la Tombe, no 249                          | 50° 23' 18" NB, 4° 25' 38" OL | 52011-CLT-0042-01 Info | |
| Galerie, Passage de la Bourse |                    | Charleroi             |                                                  | 50° 24' 27" NB, 4° 26' 26" OL | 52011-CLT-0043-01 Info | Galerie, Passage de la Bourse |
| Huis: gevels en daken |                    | Charleroi             | boulevard Solvay no 7                            | 50° 24' 55" NB, 4° 26' 45" OL | 52011-CLT-0044-01 Info | Huis: gevels en daken |
| Voormalig postkantoor: gevels en daken, instelling beschermingszone |                    | Charleroi             | place Albert Ier no 23                           | 50° 24' 28" NB, 4° 26' 35" OL | 52011-CLT-0047-01 Info | Voormalig postkantoor: gevels en daken, instelling beschermingszone |
| Oud theater "Le Varia": gevel en voorzijde dak |                    | Jumet                 | rue Lambiotte no 3                               | 50° 26' 18" NB, 4° 26' 12" OL | 52011-CLT-0049-01 Info | Oud theater "Le Varia": gevel en voorzijde dak |
| Afwikkeling van de voormalige kolenmijn Appaumée |                    | Ransart               | rue l'Appaumée, Nos 99 te 113                    | 50° 27' 6" NB, 4° 29' 20" OL  | 52011-CLT-0051-01 Info | |
| Huis Dorée: gevels, daken, eetkamer (inclusief ramen en dakramen), hal en woonkamer |                    | Charleroi             | rue Tumelaire no 15                              | 50° 24' 40" NB, 4° 26' 49" OL | 52011-CLT-0053-01 Info | Huis Dorée: gevels, daken, eetkamer (inclusief ramen en dakramen), hal en woonkamer |
| Huis genaamd "de l'Avocat Dermine": voorgevel en dak |                    | Charleroi             | boulevard Audent no 42                           | 50° 24' 33" NB, 4° 26' 47" OL | 52011-CLT-0054-01 Info | Huis genaamd "de l'Avocat Dermine": voorgevel en dak |
| Gevels, daken en trappenhuis van het gebouw genaamd "Piano de Heug" | Marcel Leborgne    | Charleroi             | Quai de Brabant no 5                             | 50° 24' 22" NB, 4° 26' 24" OL | 52011-CLT-0055-01 Info | Gevels, daken en trappenhuis van het gebouw genaamd "Piano de Heug" |
| Huis Art Nouveau: voorgevel, daken, trappenhuis, stucwerk en de staven van de lobby, houtwerk en glas-in-loodramen op de begane grond |                    | Charleroi             | rue Bernus, no 40.                               | 50° 24' 54" NB, 4° 26' 59" OL | 52011-CLT-0056-01 Info | Huis Art Nouveau: voorgevel, daken, trappenhuis, stucwerk en de staven van de lobby, houtwerk en glas-in-loodramen op de begane grond |
| Gevels en daken, de muur, de reling, het metalen hek en het mechanisme van het gebouw genaamd "Brasserie des Alliés" |                    | Marchienne-au-Pont    | route de Mons no 38                              | 50° 24' 36" NB, 4° 23' 32" OL | 52011-CLT-0057-01 Info | Gevels en daken, de muur, de reling, het metalen hek en het mechanisme van het gebouw genaamd "Brasserie des Alliés" |
| Hoofdgevel en daken van Centre civique en het huis van het hoofd van de school |                    | Gosselies             | rue Massau nos 2 en 4                            | 50° 27' 55" NB, 4° 25' 41" OL | 52011-CLT-0061-01 Info | Hoofdgevel en daken van Centre civique en het huis van het hoofd van de school |
| Gevels en daken van het huis op L. Fagnart nos 29-31 + bepaalde elementen van het interieur. Instelling beschermingszone |                    | Charleroi             | L. Fagnart nos 29-31                             | 50° 24' 58" NB, 4° 26' 45" OL | 52011-CLT-0064-01 Info | Gevels en daken van het huis op L. Fagnart nos 29-31 + bepaalde elementen van het interieur. Instelling beschermingszone |
| Gevels en daken van de toren van het oude kasteel van Gosselies |                    | Gosselies             | place des Martyrs                                | 50° 27' 55" NB, 4° 25' 43" OL | 52011-CLT-0066-01 Info | Gevels en daken van de toren van het oude kasteel van Gosselies |
| Gebouw |                    | Mont-sur-Marchienne   | rue de Bomerée 132, Mont-sur-Marchienne          | 50° 22' 24" NB, 4° 23' 55" OL | 52011-CLT-0069-01 Info | Gebouw |
| Raadhuis (totaal) |                    | Charleroi             | place Charles II                                 | 50° 24' 43" NB, 4° 26' 37" OL | 52011-CLT-0070-01 Info | Raadhuis (totaal) |
| Gevels en daken, de ronde lobby, het overdekte zwembad typerend voor de jaren dertig van het gebouw genaamd "Amicale Solvay" |                    | Couillet              | rue de Châtelet 442, Couillet                    | 50° 23' 33" NB, 4° 28' 40" OL | 52011-CLT-0071-01 Info | Gevels en daken, de ronde lobby, het overdekte zwembad typerend voor de jaren dertig van het gebouw genaamd "Amicale Solvay" |
| Gebouwen van de Université du Travail Paul Pastur: verschillende delen |                    | Charleroi             |                                                  | 50° 25' 1" NB, 4° 26' 46" OL  | 52011-CLT-0072-01 Info | Gebouwen van de Université du Travail Paul Pastur: verschillende delen |
| Orgel van de kerk Saint-Basile |                    | Couillet              | Couillet                                         | 50° 23' 29" NB, 4° 28' 7" OL  | 52011-CLT-0075-01 Info | Orgel van de kerk Saint-Basile |
| Gebouw genaamd "Résidence Albert", inclusief de elementen in overeenstemming met het oorspronkelijke ontwerp van architect Marcel Leborgne gehouden op de datum van dit besluit |                    | Marcinelle            | avenue Meurée nos 97-99, Marcinelle              | 50° 24' 11" NB, 4° 26' 40" OL | 52011-CLT-0076-01 Info | Gebouw genaamd "Résidence Albert", inclusief de elementen in overeenstemming met het oorspronkelijke ontwerp van architect Marcel Leborgne gehouden op de datum van dit besluit |
| Gevels en daken van de woongebouwen |                    | Charleroi             | rue Bernus nos 28 tot 56 en 23 tot 55, Charleroi | 50° 24' 56" NB, 4° 27' 2" OL  | 52011-CLT-0077-01 Info | Gevels en daken van de woongebouwen |
| Gebouw: gevels en daken |                    | Charleroi             | rue de Turenne no 4                              | 50° 24' 42" NB, 4° 26' 37" OL | 52011-CLT-0078-01 Info | |
| Raadhuis |                    | Charleroi             |                                                  | 50° 24' 43" NB, 4° 26' 37" OL | 52011-PEX-0001-01 Info | |